# 去甲文拉法辛
去甲文拉法辛（INN：Desvenlafaxine），又名地文拉法辛，是治疗重性抑郁障碍的口服药物。建议偶尔重新评估是否仍需持續治疗。療效似乎不如其母体化合物文拉法辛。
常见副作用包括头晕、失眠、盜汗、便秘、嗜睡、焦慮和性问题。严重副作用包括可能使 25 岁以下患者的自殺風險增加、血清素综合症、出血、躁狂和高血壓。如果剂量迅速减少，可能会發生抗抑鬱藥停藥症候群。目前怀孕或哺乳期间使用的安全性仍不清楚。它屬於血清素 - 去甲肾上腺素再摄取抑制剂类的抗抑郁药。
去甲文拉法辛于 2008 年在美国取得醫療使用許可。 2009年，欧洲的使用量开始下降。2017 年，它是美国第 235 种最常用的处方药，处方量超过 200 万张 。